# Gustavo Ferlatti
Gustavo Daniel Ferlatti (Rosario, 25 de marzo de 1966) es un exfutbolista argentino. Se desempeñaba en el puesto de arquero y debutó profesionalmente en Rosario Central.

## Carrera
Formó parte del plantel campeón de Primera División 1986/1987 de Rosario Central. Llegó a jugar en único partido en la primera canalla durante 1987, frente a Deportivo Armenio (empate en un gol).  Posteriormente logró un ascenso a Primera con Chaco For Ever; fue al coronarse en el Campeonato Nacional B 1988-89. Continuó su carrera por el fútbol de ascenso y en el fútbol de Bolivia. Se retiró en San Martín de Tucumán.

## Clubes
| Club                               | País      | Año       |
| ---------------------------------- | --------- | --------- |
| Rosario Central                    | Argentina | 1986-1987 |
| Chaco For Ever                     | Argentina | 1987-1989 |
| Talleres (Córdoba)                 | Argentina | 1990-1992 |
| Defensores de Cambaceres           | Argentina | 1992-1993 |
| Almagro                            | Argentina | 1994-1995 |
| Douglas Haig                       | Argentina | 1996-1997 |
| San José                           | Bolivia   | 1998      |
| Independiente Petrolero            | Bolivia   | 1999      |
| Aurora                             | Bolivia   | 2000      |
| Atlético Pompeya                   | Bolivia   | 2000      |
| San Martín de Monte Comán          | Argentina | 2001-2002 |
| Atlético Tucumán                   | Argentina | 2002-2003 |
| Sportivo Villa Dolores (Catamarca) | Argentina | 2004      |
| San Martín (Tucumán)               | Argentina | 2004-2005 |

## Palmarés
| Título             | Equipo          | País      | Año       |
| ------------------ | --------------- | --------- | --------- |
| Primera División   | Rosario Central | Argentina | 1986-87   |
| Primera B Nacional | Chaco For Ever  | Argentina | 1988-1989 |